# ラーマチャンドラ・ラーヤ
ラーマチャンドラ・ラーヤ（Ramachandra Raya, 生年不詳 - 1422年）は、南インドのヴィジャヤナガル王国、サンガマ朝の君主（在位：1422年）。

## 生涯
1422年、父のデーヴァ・ラーヤ1世が死亡したため、ラーマチャンドラ・ラーヤが王位を継承した。
しかし、ほどなくして死去し、弟のブッカ3世とその息子デーヴァ・ラーヤ2世の共同統治となった。